# 郊祀
郊祀（こうし）とは、中国において天子が王都の郊外において天地を祀った祭。円丘を築いて併せて皇祖を祀ったことから、円丘祭（えんきゅうさい）とも称する。
冬至の際には天子が自ら王都の南郊に至って天を祀り、夏至の際には天子が自ら北郊に至って地を祀る。大唐開元礼などに詳しい記述が残されている。

## 日本における郊祀

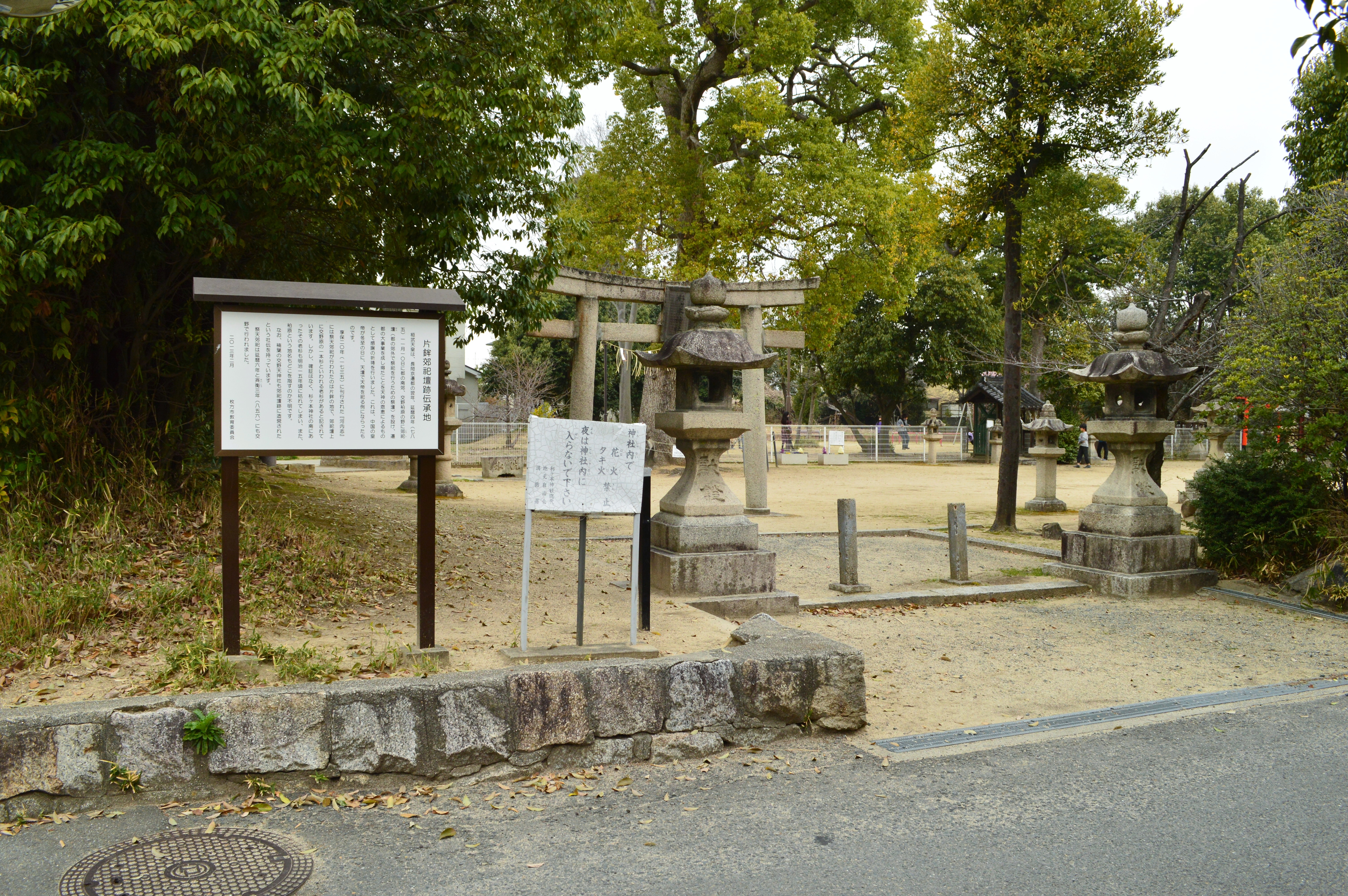
推定地の杉ヶ本神社
（枚方市片鉾本町）

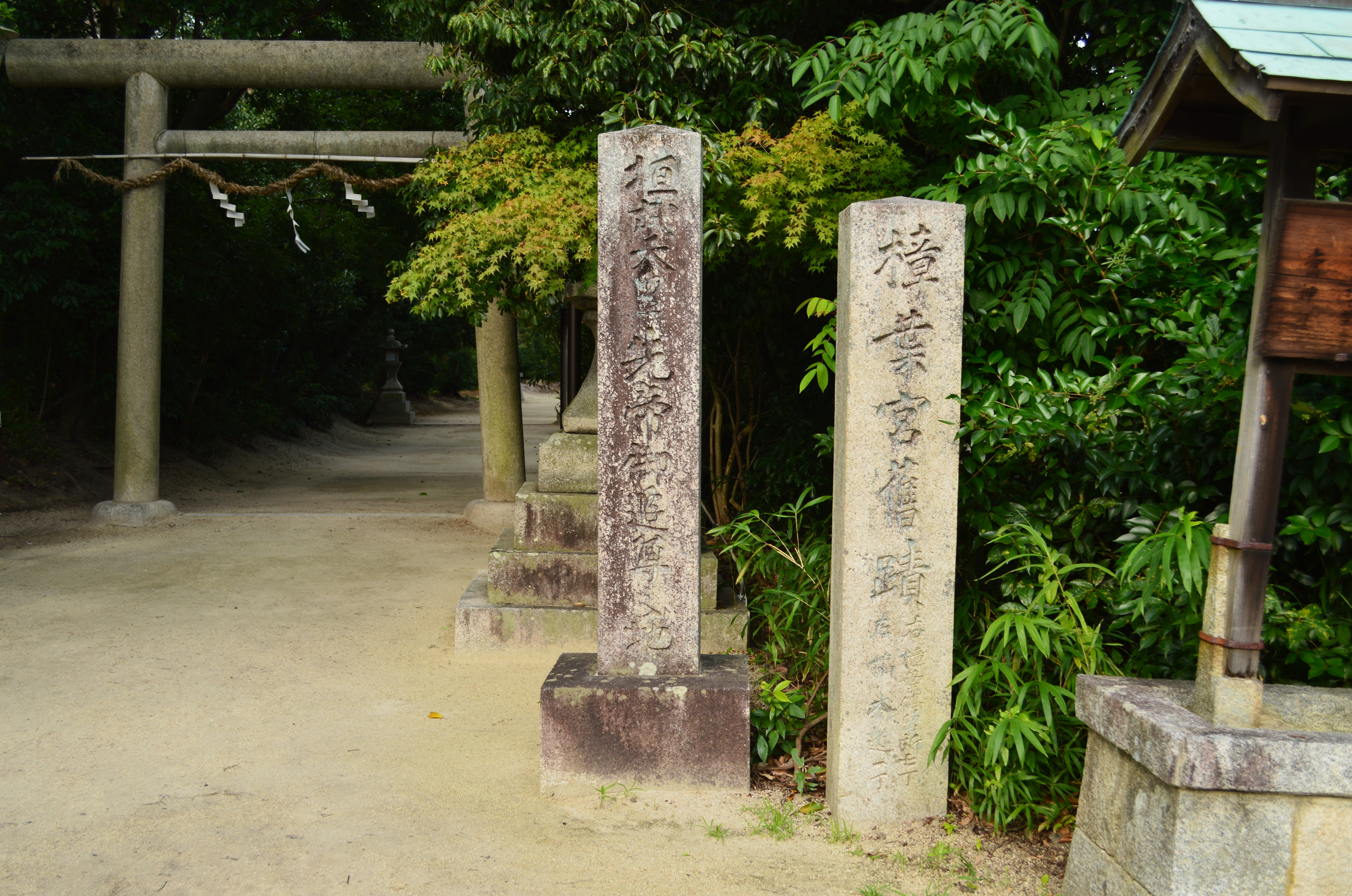
桓武天皇先帝御追尊之地碑
（伝承地の交野天神社）
（枚方市楠葉丘）

日本では『日本書紀』において神武天皇が即位後に鳥見山にて霊畤（まつりのにわ）を設置して郊祀を行ったとされる（神武4年2月甲申条）が後世の脚色であり、かつその祭礼の記述内容も中国の郊祀とは異なるものである。
中国の影響を受けて行われた郊祀の最初は、桓武天皇の漢風化路線の一環として延暦4年11月10日と同6年11月5日に長岡京の南郊にあたる河内国交野郡の柏原（交野柏原）にて郊祀が行われたものである。現在の大阪府枚方市片鉾に昭和初期まで存在した小さな円丘がその祭場の跡だと言われている。後者の際に天皇の実父である光仁天皇を併せて祀り、また祭文も「昊天上帝に告ぐ」とする中国の郊祀の体裁を採用している。これは、中国文化の導入を通じた律令政治の再建を意図するとともに、天皇の母方である渡来人系の和氏一族を通じて中国文化に親しんでいたこと、壬申の乱以来の天武天皇系皇統が断絶して天智天皇系皇統が再興されたことを「新王朝」創業に擬え、「新王朝」の都である長岡京で天に対してその事実を報告する意図があったと言われている。
その後、文徳天皇の斉衡3年11月22日から翌日にかけて同じく柏原で郊祀が行われている（『文徳実録』）。だが、この時には既に平安京に遷都して久しく、一応柏原も平安京の南郊ではあるとは言え距離的には離れており、なぜ、平安京からみて、より近い土地に新たに祭壇を設置しなかったのか、延暦6年以来70年余り行われた記録の無い郊祀が復活したのかなど謎が多い。しかも、日本の歴史上郊祀が行われたと確認できるのは、延暦の2回と斉衡の1回を合わせた計3回のみであり、実際にこの3回しか行われなかったとみられている。日本における郊祀開催の経緯を巡っては多くの謎が残されている。